# Lastrea petiolata
Lastrea petiolata là một loài dương xỉ trong họ Dryopteridaceae. Loài này được Riddell mô tả khoa học đầu tiên năm 1853.
Danh pháp khoa học của loài này chưa được làm sáng tỏ. 